# Phaeohelotium luteum
Phaeohelotium luteum är en svampart som först beskrevs av Rick, och fick sitt nu gällande namn av Dumont 1981. Phaeohelotium luteum ingår i släktet Phaeohelotium och familjen Helotiaceae.   Inga underarter finns listade i Catalogue of Life.